# El censor
 El censor es una película argentina dramática-histórica de 1995 dirigida por Eduardo Calcagno sobre el guion de Alan Pauls y Jorge Goldenberg, según la idea original de Eduardo Calcagno. Es protagonizada por Ulises Dumont, Lorenzo Quinteros, Patricio Contreras y Márgara Alonso. Se estrenó el 12 de octubre de 1995.
Si bien la historia es ficcional, el personaje protagonista está inspirado y libremente basado en Miguel Paulino Tato (1902-1986), quien ejerció como censor estatal y crítico de cine desde la década de 1960 hasta principios de los años '80. 

## Sinopsis
Durante la última dictadura cívico-militar argentina (1976-1983) Raúl Veirave, un funcionario que cumple el rol de censor, debe optar entre dejar intacta la película de denuncia de un amigo suyo que es director de cine y padre de un desaparecido, o servir al gobierno de facto censurando las partes del film que retratan la tortura ejercida por la dictadura. Luego de elegir la segunda opción, sufre una extraña amnesia, por la que pierde memoria de sus acciones cometidas en el último año de la dictadura. Al recobrar la conciencia, ya en democracia, trata de retomar el vínculo con sus amigos y averiguar qué hizo durante sus años perdidos.

## Reparto
Participaron del filme los siguientes intérpretes:
- Ulises Dumont … Raúl Veirave
- Lorenzo Quinteros … Alfonso
- Patricio Contreras	...	Capitán Artaza
- Boy Olmi … Ramiro
- Mauricio Dayub...	Diego Ramos Larsen
- Kika Child … Laura Flores
- Alberto Segado …Bertani
- Miguel Dedovich … González Urquiza
- Vera Fogwill ... Diana
- Sergio Renán ... Ramos Larsen
- Daniel Freire ...Hombre basura 1
- Silvina Bosco … Vilma
- Márgara Alonso … Mendiga
- Claudio Armesto
- Pía Uribelarrea
- César Bordón …Perseguidor 1
- Alfredo Allende	...	Asistente Film Porno
- Paulino Andrada Pastor Gabriel
- Diego Aroza	...	Marinero 1
- Pablo Bardauil	...	Marinero 2
- Aníbal Bijou	...	Manifestante homosexual
- José Luis Calcagno	...	Proyectorista Lavalle
- Osvaldo Cappai	...	Gnomo
- Leonardo Castillo	...	Perseguidor 2
- Nestor Castillo	...	Padre Bergamo
- Gabriel Correa	...	Gato
- Alcira Deluca	...	Yañez Beltrán
- Claudio di Paola	...	Chico Moto 2
- Eduardo Diana	...	Jugador Pelota
- Aldo Ferretti	...	Tipo Filmación Porno
- Mario Filgueiras …Homosexual en el baño
- Moti Fischman	...	Fotógrafo Porno
- Mercedes Fraile	...	Bianca
- Alfredo García		...	Brigadier
- Liliana García	...	Laura (voz)
- Diego Jalfen	...	Fabián Veirave
- Simon Jiménez	...	Fisicoculturista
- Sergio Lerer	...	Dueño Cine Lavalle
- Jorge Menzi	...	Fotógrafo
- Pablo Moretti	...	Juez
- Cecilia Moure	...	Actriz Porno 2
- Gabriel Naveiro	...	Perseguidor 3
- Violeta Naón	...	Recepcionista Laboratorio
- Anselmo Orani	...	Proyectorista Ente
- Carlos Orgambide	...	Mirón Cine Lavalle
- Susana Pampín	...	Recepcionista Hospital
- Pablo Patlis	...	Alumno
- Pablo Rinaldi	...	Boletero
- Alejandra Rivera	...	Profesora
- Javier Rodríguez	...	Ayudante Pastor
- Eduardo Rojo	...	Riquelme
- Ana Rossi	...	Tatuada
- Jorge Sabate		...	Productor
- Kevin Schiele	...	Chico Moto 1
- Ricardo Sendra	...	Dueño Bar
- Silvana Sosto	...	Valeria
- Luciano Suardi	...	Mozo
- Rubén Szuchmacher	...	Víctor
- Mariana Topatich	...	Actriz Porno 1
- Pierre Tournier	...	Periodista Francés
- Ruben Vlaimivsky	...	Policía Ente
- Pichon Wais	...	Hombre Senado
- Lucia Zulueta	...	Mariene

## Producción

### Base del film
El padre del director del film, Eduardo Calcagno, fue el conocido crítico de cine que firmaba como Calki (1906-1982), quien además fue contemporáneo del también crítico de cine y censor estatal Miguel Paulino Tato, quien firmaba sus notas como "Néstor" y ejerció funciones máximas en el organismo de censura cinematográfica.

## Premios y nominaciones
Asociación de Cronistas Cinematográficos de la Argentina Premios
- Ulises Dumont Nominado Mejor Actor

Festival Internacional de Cine Latinoamericano de Biarritz 1995
- Ulises Dumont Ganador Premio Mejor Actor

Festival de Cine de La Habana 1995
- Ulises Dumont Ganador Premio Mejor Actor

## Comentarios
Guillermo Ravaschino escribió en Página 12: 

«…termina pareciendo casi un homenaje.».

Manrupe y Portela escribieron: 

«Desparejo film.».

## Interpretación del director
El director del film, Eduardo Calcagno, habló sobre el mismo en una entrevista en Página 12, donde brindó su opinión de la película y el personaje protagonista interpretado por Ulises Dumont: 

«No es un alegato ni a favor ni en contra de la censura, es simplemente una película que cuenta la historia de  un tipo que es censor. Y si tengo que quererlo lo quiero. Y si tengo que odiarlo, lo odio».